# Сонипат
Сони́пат (англ. Sonipat, хинди सोनीपत) — город на севере Индии, в штате Харьяна, административный центр одноимённого округа.

## История
Город был основан, как полагают, около 1500 года до н. э. Изначально он располагался на берегу реки Джамна, которая теперь протекает на 14 км восточнее. Упоминается в древнеиндийском эпосе «Махабхарата» как Shonaprastha.

## География
Город находится в восточной части Харьяны, к западу от реки Джамна, на высоте 219 метров над уровнем моря.
Сонипат расположен на расстоянии приблизительно 190 километров к югу от Чандигарха, административного центра штата и на расстоянии 20 километров к северу от Нью-Дели, столицы страны.

## Демография
По данным официальной переписи 2011 года, население составляло 292 339 человек, из которых мужчины составляли 53,4 %, женщины — соответственно 46,6 % . Уровень грамотности населения составлял 77,4 %.

Динамика численности населения города по годам:
| 1991    | 2001    | 2011    |
| ------- | ------- | ------- |
| 143 922 | 214 974 | 292 339 |

## Экономика и транспорт
Сонипат — один из крупнейших в Индии центров по производству велосипедов. Также в городе производят швейные машины, автомобильные запчасти, стальной прокат, текстильные изделия.
Развито сельское хозяйство. Основными культурами, возделываемыми в окрестностях города, являются пшеница, рис, сахарный тростник, хлопчатник, ячмень, джут, просо, кунжут, кукуруза, сорго, арахис, табак и др.
Сообщение Сонипата с другими городами осуществляется посредством железнодорожного и автомобильного транспорта.
Ближайший гражданский аэропорт расположен в городе Дели.

## Достопримечательности
- Мечеть Абдуллы Насер ад-Дина
- Мавзолей Ходжы Хизра
- Развалины старого форта и городских стен[2]